# 홍수현
홍수현(본래 1981년 2월 15일~)은 대한민국의 배우이다. 
- 1996년 존슨앤존슨 모델 선발 대회를 통해 연예계에 데뷔했다.

## 학교
- 문성여자상업고등학교 (1999년 졸업)
- 동덕여자대학교 방송연예학과

## 동료 동기 친구들
- 추소영
- 박윤재
- 진태현
- 조정석
- 인교진
- 오유나
- 조여정
- 한채영
- 오윤아
- 김소연
- 윤정희

## 출연 작품

### 드라마/시트콤
- 1999년 SBS 월화드라마 《고스트》 ... 혜령 역
- 1999년 MBC 아침드라마 《아름다운 선택》
- 1999년 MBC 청춘시트콤 《점프》 ... 김가연 역
- 1999년 SBS 청춘시트콤 《행진》
- 1999년 SBS 주간시트콤 《LA아리랑》
- 2000년 SBS 일요드라마 《카이스트》 ... 홍수진 역
- 2000년 MBC 청춘시트콤 《뉴 논스톱》
- 2001년 KBS2 일일시트콤 《멋진 친구들 Ⅱ》
- 2001년 MBC 수목드라마 《맛있는 청혼》 ... 홍주리 역
- 2001년 MBC 일요아침드라마 《어쩌면 좋아》 ... 예진 역
- 2001년 KBS2 주말연속극 《동양극장》 ... 가스꼬 역
- 2001년 KBS2 주말연속극 《아버지처럼 살기 싫었어》 ... 진주 역
- 2001년 KBS1 일일연속극 《우리가 남인가요》 ... 미란 역
- 2002년 SBS 단막극 《오픈드라마 남과여 - 스캔들》 ... 혜나 역
- 2002년 SBS 아침연속극 《엄마의 노래》 ... 현수진 역
- 2002년 KBS2 일일드라마 《결혼합시다》 ... 문채경 역
- 2003년 SBS 월화드라마 《왕의 여자》 ... 인목왕후 김씨 역
- 2003년 KBS2 월화드라마 《상두야 학교가자》 ... 윤세라 역
- 2004년 KBS2 단막극 《KBS 드라마시티 - 우리햄》 ... 최현정 역
- 2004년 SBS 드라마 스페셜 《파란만장 미스김 10억 만들기》 ... 진이 역
- 2004년 KBS1 일일연속극 《금쪽같은 내 새끼》 ... 고희수 역
- 2005년 SBS 설날특집극 《핑구어리》 ... 리선녀 역
- 2005년 KBS1 단막극 《KBS HDTV 문학관 외등》 ... 민혜주 역
- 2005년 SBS 주말 특별기획 《온리 유》 ... 지수영 역
- 2006년 MBC 단막극 《MBC 베스트극장 - 후(後)》 ... 유진 역
- 2006년 KBS1 대하드라마 《대조영》 ... 숙영 역
- 2009년 KNN 창사특집드라마 《그녀의 스타일》 ... 공미주 역
- 2009년 SBS 월화드라마 《천사의 유혹》 ... 윤재희 역
- 2011년 SBS 월화드라마 《내게 거짓말을 해봐》 ... 유소란 역
- 2011년 Trend E 뮤직옴니버스드라마 《피아니시모》 ... 맹현주 역
- 2011년 KBS2 수목드라마 《공주의 남자》 ... 경혜공주 역
- 2012년 SBS 월화드라마 《샐러리맨 초한지》 ... 차우희 역
- 2012년 채널A 월화드라마 《굿바이 마눌》 ... 강선아 역
- 2012년 KBS2 단막극 《KBS 드라마 스페셜 - 또 한번의 웨딩》 ... 채하경 역
- 2013년 SBS 월화드라마 《장옥정 사랑에 살다》 ... 인현왕후 역
- 2013년 MBC 주말드라마 《사랑해서 남주나》 ... 송미주 역
- 2015년 MBC 주말드라마 《엄마》 ... 이세령 역
- 2017년 KBS2 수목드라마 《매드 독》 ... 차홍주 역
- 2018년 MBC 주말드라마 《부잣집 아들》 ... 김경하 역
- 2018년 KBS2 수목드라마 《추리의 여왕 2》 ... 서현수 역 (특별 출연)
- 2020년 KBS2 수목드라마 《바람피면 죽는다》 ... 백수정 역
- 2021년 KBS2 월화드라마 《경찰수업》 ... 최희수 역
- 2022년 MBC 토일드라마 《지금부터, 쇼타임!》 ... 김미영 역 (특별 출연)
- 2022년 TV조선 토일드라마 《빨간풍선》 ... 한바다 역
- 2023년 tvN 월화드라마 《청춘월담》 ... 계비 조씨 역
- 2024년 tvN 토일드라마 《감사합니다》 … 유미경 역
- 2025년 SBS 금토드라마 《보물섬》 … 차국희 역
- 2025년 채널A 토일드라마 《여행을 대신해 드립니다》 … 유하나 역

### 영화
- 2000년 《여름이야기》 - 한겨울 역
- 2000년 《번지 점프를 하다》 - 어혜주 역
- 2008년 《숙명》 - 조효숙 역
- 2008년 《영화는 영화다》 - 강미나 역
- 2009년 《인사동 스캔들》 - 문화재 전담반 형사 (최하경) 역
- 2010년 《카멜리아》 - Kamome (선아) 역

### 연극
- 2003년 《오셀로》 ... 데스데모나 역

### 뮤지컬
- 2007년 《빙고》 ... 앨리슨 역

### TV 시사교양
- 2010년 《패션 오브 크라이》 고정게스트
- 2021년 《식객 허영만의 백반기행》 게스트
- 2022년 《6시 내고향》 게스트 특별패널 출연 취소 9월 8일 7613회 [농촌 유학] 농촌 유학~ 우리는 농촌에서 자란다! (강원 춘천시) 편[1]

### TV 진행
- 2000년 MBC 《생방송 음악캠프》 'MC[2]'

### TV 예능
- 《테마게임》
- 《자유선언 토요대작전》 제68회[3]
- 《콜럼버스 대발견》
- 《전파견문록》
- 《이경규의 굿타임》
- 《리얼 로망스 연애시대》
- 《즐겨찾기》
- 《일요일이 좋다》 - ’반전드라마’
- 《강성연의 연애시대》
- 《일요일 일요일 밤에》 - ‘뜨거운 형제들’ : 이시영과 동반 출연
- 《일요일일요일밤에》 - ’오늘을 즐겨라’ 출연
- 《해피투게더》
- 《런닝맨》
- 《룸메이트》
- tvN 《서울메이트 시즌 2 》 (2019년)
- tvN 《줄 서는 식당》 (2023년)
- MBC 《구해줘!홈즈》(2024년)

### 뮤직비디오
- 2000년 조성모 - 다짐
- 2001년 NRG - 悲
- 2007년 이승철 - 사랑한다
- 2010년 아임 - 왜 사랑은
- 2011년 김현중 - Lucky Guy
- 2016년 씨스타, Giorgio Moroder - One More Day

## 그 외 활동

### 광고
- 1999년 한국전력공사
- 1999년 롯데제과 오잉
- 1999년 농심 짜파게티
- 1999년 SK 엔크린
- 2000년 LG 싸이언
- 2000년 센스타임
- 2000년 위스퍼
- 2001년 니어워터 O2
- 2003년 POLO
- 2004년 KTF Fimm
- 2005년 G마켓
- 2005년 맥심 커피믹스
- 2005년 동화 아이위시

### 음반/음악
- 2008년 상근이의 소망 - 타이틀곡 〈지금 만나러 가요〉
- 2009년 상상밴드 〈오늘은 맑음〉 featuring
- 2009년 그녀의 스타일 OST - 타이틀곡 〈아침햇살〉
- 2010년 Traveler - 타이틀곡 〈In Paris〉

## 홍보대사
- 2005년 청각 장애인 홍보대사[4]
- 2005년 금연 수호천사 위촉[5]
- 2007년 공주 천마 신상옥청년영화제 홍보대사[6]
- 2010년 7월 부산국제광고제 홍보대사[7]
- 2010년 행복한 재단 홍보대사[8]

## 수상 및 후보
| 연도 | 시상식                   | 부문                           | 작품               | 결과 | 출처   |
| ---- | ------------------------ | ------------------------------ | ------------------ | ---- | ------ |
| 1996 | 존슨앤존슨 모델 선발대회 | 금상                           | 빈칸               | 수상 |        |
| 2001 | KBS 연기대상             | 여자 신인연기상                | 동양극장           | 수상 | [ 9 ]  |
| 2003 | KBS 연기대상             | 여자 조연상                    | 상두야, 학교가자   | 수상 | [ 10 ] |
| 2005 | KBS 연기대상             | 특집단막극상                   | 외등               | 수상 | [ 11 ] |
| 2011 | SBS 연기대상             | 특별기획부문 여자 특별연기상   | 내게 거짓말을 해봐 | 후보 |        |
| 2011 | KBS 연기대상             | 중편드라마부분 여자 우수연기상 | 공주의 남자        | 수상 | [ 12 ] |
| 2011 | KBS 연기대상             | 베스트 커플상 (이민우)         | 공주의 남자        | 수상 | [ 12 ] |
| 2013 | MBC 연기대상             | 연속극부분 여자 우수연기상     | 사랑해서 남주나    | 수상 | [ 13 ] |
| 2017 | KBS 연기대상             | 여자 조연상                    | 매드독             | 후보 |        |
| 2018 | MBC 연기대상             | 연속극부문 여자 최우수연기상   | 부잣집 아들        | 후보 |        |
| 2021 | KBS 연기대상             | 여자 조연상                    | 경찰수업           | 후보 |        |